# Hugh Miller Raup
Hugh Miller Raup (Springfield, Ohio, 4 de febrero de 1901-Petersham, Massachusetts, 10 de agosto de 1995) fue un botánico, ecólogo y geógrafo estadounidense; trabajando en historia natural ya en manejo de los recursos naturales de diversas regiones, del trópico, al templado y al ártico.

## Biografía
En 1928 recibe su Ph.D. por la Universidad de Pittsburgh. Hace su propia carrera en la Harvard University, primero en su Arboretum Arnold como investigador asistente, de 1932 a 1938, luego en el Departamento de Botánica, donde es profesor de botánica y Bullard profesor en forestación.
Fue director del Parque Forestal Harvard Forest de 1946 a 1967.
Se retira de Harvard en 1967, y ocupa tres años como profesor visitante de geografía en la Johns Hopkins University.
Raup ocupa también varios veranos a fines de los años 1960 en Mestersvig al noreste de Groenlandia, investigando las relaciones entre vegetación y ambiente en un paisaje ártico.

## Honores

### Eponimia
- (Gentianaceae) Gentianopsis raupii (A.E.Porsild) Iltis[1]

- (Salicaceae) Salix raupii Argus[2]

- (Scrophulariaceae) Castilleja raupii Pennell[3]

- La abreviatura «Raup» se emplea para indicar a Hugh Miller Raup como autoridad en la descripción y clasificación científica de los vegetales.[4]